# 阪大微生物病研究会
一般財団法人阪大微生物病研究会 (はんだいびせいぶつびょうけんきゅうかい、英文：The Research Foundation for Microbial Diseases of Osaka University) は、大阪府吹田市に本部を置く日本のワクチンメーカー。

## 経営理念・企業スローガン
- Mission  優れたワクチンを通じて、世界中の人々の大切な命を守る。(2017年9月)
- Vision 病の不安から解放された、すこやかな未来をめざす(2017年9月)
- スローガン ひとりを守る みんなを守る(2018年1月)

## 主要事業
ヒト用ワクチンの研究・開発・製造・供給
国内に10社存在するワクチン類製造販売業者のひとつ。主力製品はDPT-IPV（ジフテリア・百日せき・破傷風・不活化ポリオ4種混合）ワクチン、インフルエンザHAワクチン、水痘ワクチンなど。国内ではDPTワクチン、成人用沈降ジフテリアトキソイド、水痘ワクチンを製造販売する唯一の事業者でもある。特に大阪大学・高橋理明教授によって開発された水痘ワクチンは世界初であり、現在もそのワクチン株が世界で広く使用されている。
臨床検査
登録衛生検査所として、自治体や医療機関・研究機関などで実施される健康診断等の検査を受託。
学術助成
谷口奨学金制度を始めとした、次代を担う研究者育成のための支援を行う。

## 沿革
- 1934年（昭和9年）6月6日 - 大阪帝国大学（現・大阪大学）の細菌学者 谷口腆二博士により、大阪市北区堂島西町3番地（大阪帝国大学微生物病研究所構内）に財団法人阪大微生物病研究会設立。
- 1935年（昭和10年）12月- コレラ、百日せきワクチンなど7品目のワクチン製造許可取得／臨床検査業務開始。
- 1946年（昭和21年）6月 - 発疹チフスワクチン供給のため、香川県に観音寺研究所を開設。
- 1961年（昭和36年）2月 - 不活化ポリオワクチン国産第一号承認
- 1962年（昭和37年）4月 - 微生物病学の次代を担う若い研究者の成長、優秀な研究者の育成に寄与することを目的に谷口奨学金制度を創設。
- 1963年（昭和38年）- 経口生ポリオワクチン国産第一号承認（旧・日本生ポリオワクチン研究所）。
- 1967年（昭和42年）12月 - 大阪大学微生物病研究所の移転に伴い、本部を吹田市山田丘（同所内）に移転。
- 1970年（昭和45年）6月 - 乾燥弱毒生麻しんワクチン国産第一号承認。
- 1975年（昭和50年）12月 - 乾燥弱毒生風しんワクチン国産第一号承認。
- 1986年（昭和61年）9月 - 乾燥弱毒生水痘ワクチン国産第一号承認。
- 2005年（平成17年）7月 - 乾燥弱毒生麻しん風しん混合ワクチン国産第一号承認。
- 2009年（平成21年）2月 - 乾燥細胞培養日本脳炎ワクチン国産第一号承認。
- 2010年（平成22年）4月 - 公益法人改革に伴い、一般財団法人へ移行。
- 2011年（平成23年）10月 - 観音寺研究所瀬戸センターI期工事竣工。
- 2012年（平成24年）7月 - 沈降精製百日せきジフテリア破傷風不活化ポリオ混合ワクチン（四種混合ワクチン）国産第一号承認。
- 2014年（平成26年）
  - 4月 - 一般財団法人日本ポリオ研究所と合併[2]。
  - 10月 - BIKEN次世代ワクチン開発研究センター開設。
- 2016年（平成28年）3月 - 乾燥弱毒生水痘ワクチンに50歳以上を対象とする帯状疱疹予防ワクチンとしての効能追加。
- 2017年（平成29年）5月 - 田辺三菱製薬との合弁会社として、ワクチン製造を担う株式会社BIKENを設立[3]。

## 事業所
2022年（令和4年）1月1日時点
- 財団本部 
  - 大阪府吹田市山田丘3番1号　大阪大学内
- 観音寺研究所
  - 香川県観音寺市八幡町二丁目9番41号
- 観音寺研究所 瀬戸センター
  - 香川県観音寺市瀬戸町四丁目1番70号
- 観音寺研究所 雲岡支所
  - 香川県観音寺市豊浜町和田甲1845番１
- ポリオ研究所
  - 東京都東村山市久米川町五丁目34番4
- 東京事務所
  - 東京都港区新橋1-15-7　新橋NFビル8F